# Baolacus ruficeps
Baolacus ruficeps is een keversoort uit de familie glimwormen (Lampyridae). De wetenschappelijke naam van de soort werd voor het eerst geldig gepubliceerd in 1979 door Wittmer.